# 神田駿河台
神田駿河台（かんだするがだい）は、東京都千代田区の町名。住居表示は未実施。現行行政地名は神田駿河台一丁目から神田駿河台四丁目。

## 地理
御茶ノ水駅の南側の地域である。千代田区・神田地域の北に位置し、文京区（本郷・湯島）との区境に当たる。「駿台（すんだい）」との略称も存在する。御茶ノ水駅周辺は大学や専門学校、予備校などの教育機関が集中しており、隣接する神田神保町・神田三崎町・湯島は日本最大の学生街を形成している。

### 河川
- 神田川（仙台堀） - お茶の水橋・聖橋が架かる。

## 歴史

### 地名の由来
元和2年（1616年）4月17日、徳川家康が駿府城で死去すると、家康に属していた「駿府詰」の家臣の多くが江戸に戻ってくるようになった。幕府は、これら家臣の屋敷として、新しく開発されていた神田台を割り当てた（これら家臣のための宅地を開発する目的で、神田台の開発を行ったという説もある）。神田台は駿府詰だった人々が多く住むようになり、駿河台と呼ぶようになったという。

### 沿革
もとは本郷台地と連続していたが、江戸幕府二代将軍・徳川秀忠の命を受けた仙台藩祖・伊達政宗が1620年（元和6年）に仙台堀（神田川）の開削によって分離した。また、削って下町を埋めたために、今では台地では無い所もある。
関東大震災の復興区画整理事業の第1号地となった。戦前の旧神田区時代は、明治の元勲である西園寺公望が私邸を構えるなど、山の手の住宅街として知られていたが、1970年代に入ると民家が主としてオフィスビル、店舗などに取って変わられ現在では住宅の存在が稀になった。
1960年代には御茶ノ水駅から本郷通り沿い周辺を中心として学生相手の店が多くなり始めた事もあって日本のカルチェ・ラタンと呼ばれた。

### 年表
- 1878年（明治11年）11月2日 - 郡区町村編制法施行により、駿河台南甲賀町、駿河台北甲賀町、駿河台袋町、駿河台東紅梅町、駿河台西紅梅町、駿河台鈴木町が東京府神田区に編入される。
- 1933年（昭和8年） - 関東大震災後の市区改正により町名改正を行う。
  - 駿河台南甲賀町→神田駿河台一丁目・二丁目に編入
  - 駿河台北甲賀町→神田駿河台一丁目・三丁目に編入
  - 駿河台袋町→神田駿河台一丁目・二丁目に編入
  - 駿河台東紅梅町→神田駿河台四丁目に編入
  - 駿河台西紅梅町→神田駿河台二丁目に編入
  - 駿河台鈴木町→大部分を神田駿河台二丁目に編入
    - 淡路町一丁目→一部を神田駿河台三丁目に編入
    - 淡路町二丁目→一部を神田駿河台四丁目に編入
    - 裏猿楽町→一部を神田駿河台二丁目に編入
    - 猿楽町三丁目→一部を神田駿河台二丁目に編入
- 1934年（昭和9年）
  - 駿河台鈴木町の残部が三崎町一丁目に編入される。
- 1967年（昭和42年）4月1日 - 神田駿河台二丁目の一部で住居表示を実施し、町名を変更する[14]。
- 1969年（昭和44年）4月1日 - 神田駿河台二丁目7番地[15]で住居表示を実施し、町名を変更する[16]。

### 町名の変遷
| 実施後       | 実施年月日   | 実施前（特記なければ、各町名ともその一部） |
| ------------ | ------------ | ------------------------------------------ |
| 三崎町一丁目 | 1967年4月1日 | 神田三崎町一丁目、神田駿河台二丁目         |
| 猿楽町二丁目 | 1969年4月1日 | 神田猿楽町二丁目（全域）、神田駿河台二丁目 |

## 世帯数と人口
2025年（令和7年）3月1日現在（千代田区発表）の世帯数と人口は以下の通りである。
| 丁目             | 世帯数  | 人口  |
| ---------------- | ------- | ----- |
| 神田駿河台一丁目 | 83世帯  | 113人 |
| 神田駿河台二丁目 | 349世帯 | 501人 |
| 神田駿河台三丁目 | 126世帯 | 201人 |
| 神田駿河台四丁目 | 42世帯  | 79人  |
| 計               | 600世帯 | 894人 |

### 人口の変遷
国勢調査による人口の推移。
| 年                 | 人口  |
| ------------------ | ----- |
| 1995年（平成7年）  | 518   |
| 2000年（平成12年） | 651   |
| 2005年（平成17年） | 507   |
| 2010年（平成22年） | 485   |
| 2015年（平成27年） | 772   |
| 2020年（令和2年）  | 1,003 |

### 世帯数の変遷
国勢調査による世帯数の推移。
| 年                 | 世帯数 |
| ------------------ | ------ |
| 1995年（平成7年）  | 263    |
| 2000年（平成12年） | 433    |
| 2005年（平成17年） | 353    |
| 2010年（平成22年） | 340    |
| 2015年（平成27年） | 615    |
| 2020年（令和2年）  | 721    |

## 学区
区立小・中学校に通う場合、学区は以下の通りとなる（2017年8月現在）。なお、千代田区の中学校では学校選択制度を導入しており、区内全域から選択することが可能。
| 丁目             | 番地                                    | 小学校                   | 中学校                                        |
| ---------------- | --------------------------------------- | ------------------------ | --------------------------------------------- |
| 神田駿河台一丁目 | 全域                                    | 千代田区立お茶の水小学校 | 千代田区立麹町中学校 千代田区立神田一橋中学校 |
| 神田駿河台二丁目 | 全域                                    | 千代田区立お茶の水小学校 | 千代田区立麹町中学校 千代田区立神田一橋中学校 |
| 神田駿河台三丁目 | 1番地、3番地 5番地、7番地 9番地、11番地 | 千代田区立お茶の水小学校 | 千代田区立麹町中学校 千代田区立神田一橋中学校 |
| 神田駿河台三丁目 | 2番地、4番地 6番地                      | 千代田区立昌平小学校     | 千代田区立麹町中学校 千代田区立神田一橋中学校 |
| 神田駿河台四丁目 | 2番地、4番地 6番地                      | 千代田区立昌平小学校     | 千代田区立麹町中学校 千代田区立神田一橋中学校 |
| 神田駿河台四丁目 | 1番地、3番地 5番地                      | 千代田区立お茶の水小学校 | 千代田区立麹町中学校 千代田区立神田一橋中学校 |

## 交通

### 鉄道
- JR 御茶ノ水駅（■中央線快速■中央・総武緩行線）
- 東京地下鉄 新御茶ノ水駅（○千代田線）

### 道路
- 東京都道403号大手町湯島線

## 事業所
2021年（令和3年）現在の経済センサス調査による事業所数と従業員数は以下の通りである。
| 丁目             | 事業所数  | 従業員数 |
| ---------------- | --------- | -------- |
| 神田駿河台一丁目 | 113事業所 | 5,721人  |
| 神田駿河台二丁目 | 393事業所 | 14,447人 |
| 神田駿河台三丁目 | 257事業所 | 11,384人 |
| 神田駿河台四丁目 | 155事業所 | 11,111人 |
| 計               | 918事業所 | 42,663人 |

### 事業者数の変遷
経済センサスによる事業所数の推移。
| 年                 | 事業者数 |
| ------------------ | -------- |
| 2016年（平成28年） | 804      |
| 2021年（令和3年）  | 918      |

### 従業員数の変遷
経済センサスによる従業員数の推移。
| 年                 | 従業員数 |
| ------------------ | -------- |
| 2016年（平成28年） | 35,763   |
| 2021年（令和3年）  | 42,663   |

## 施設
教育
- 明治大学駿河台キャンパス
  - 阿久悠記念館 - 明治大学卒業の阿久悠の記念館

- 駿台予備校（駿台グループ本部）
- 専門学校東京デザイナー学院
- 日本大学関連施設（理工学部、歯学部、カザルスホール等）
- 中央大学駿河台キャンパス

企業・法人
- 日本BS放送（BS11）
- 三井住友海上駿河台ビル（三井住友海上火災保険本社）
- 日本製紙本社（登記上の本店は北区）
- 中央労働金庫
- 労働金庫連合会
- 日本大学病院
- 佐々木研究所（杏雲堂病院）
- 東京基督教女子青年会（YWCA）
- 山の上ホテル
- 古今書院
- 連合会館（日本労働組合総連合会本部）

宗教施設
- ニコライ堂（東京復活大聖堂　日本ハリストス正教会首座主教座）

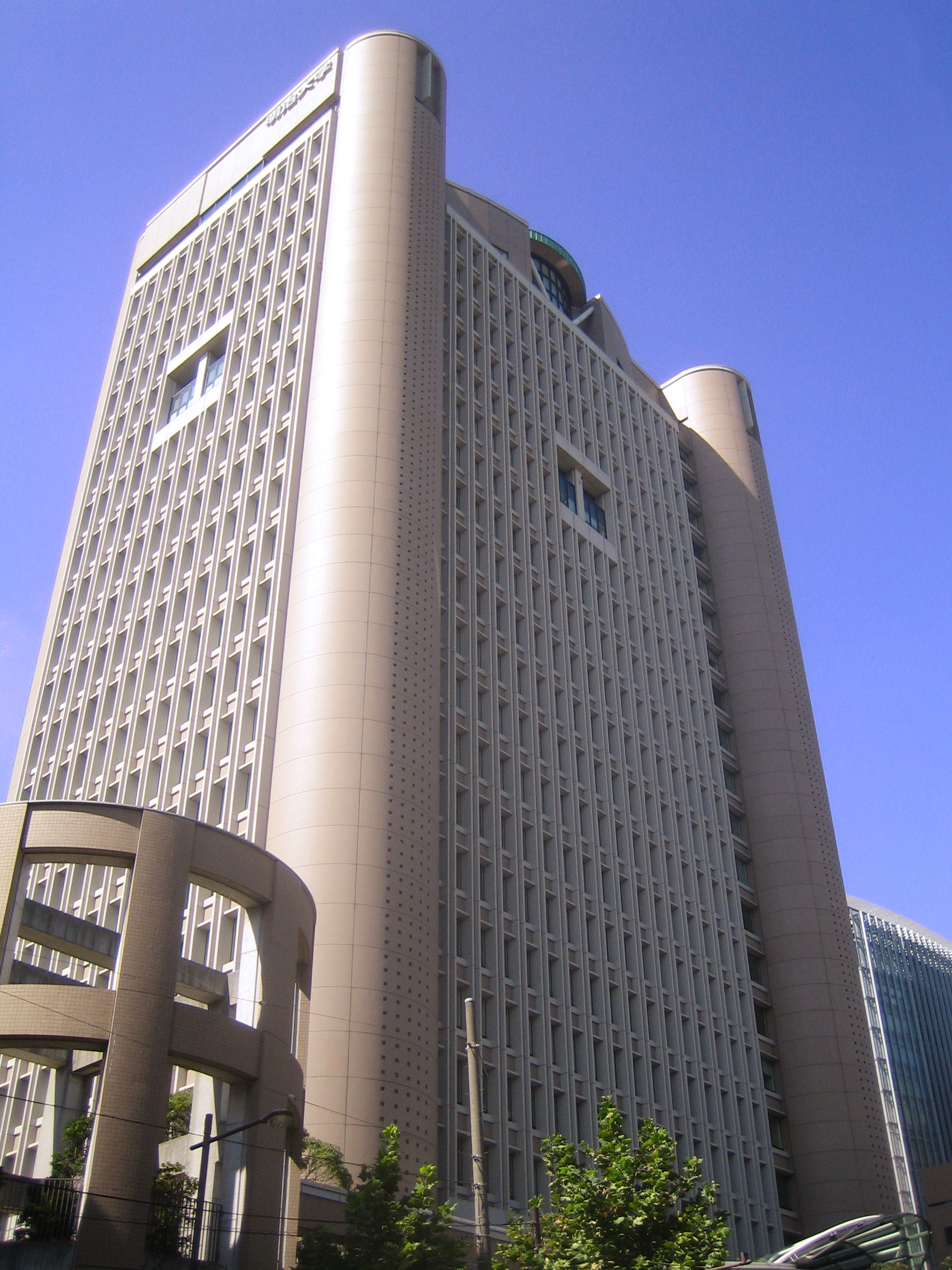
明治大学リバティタワー
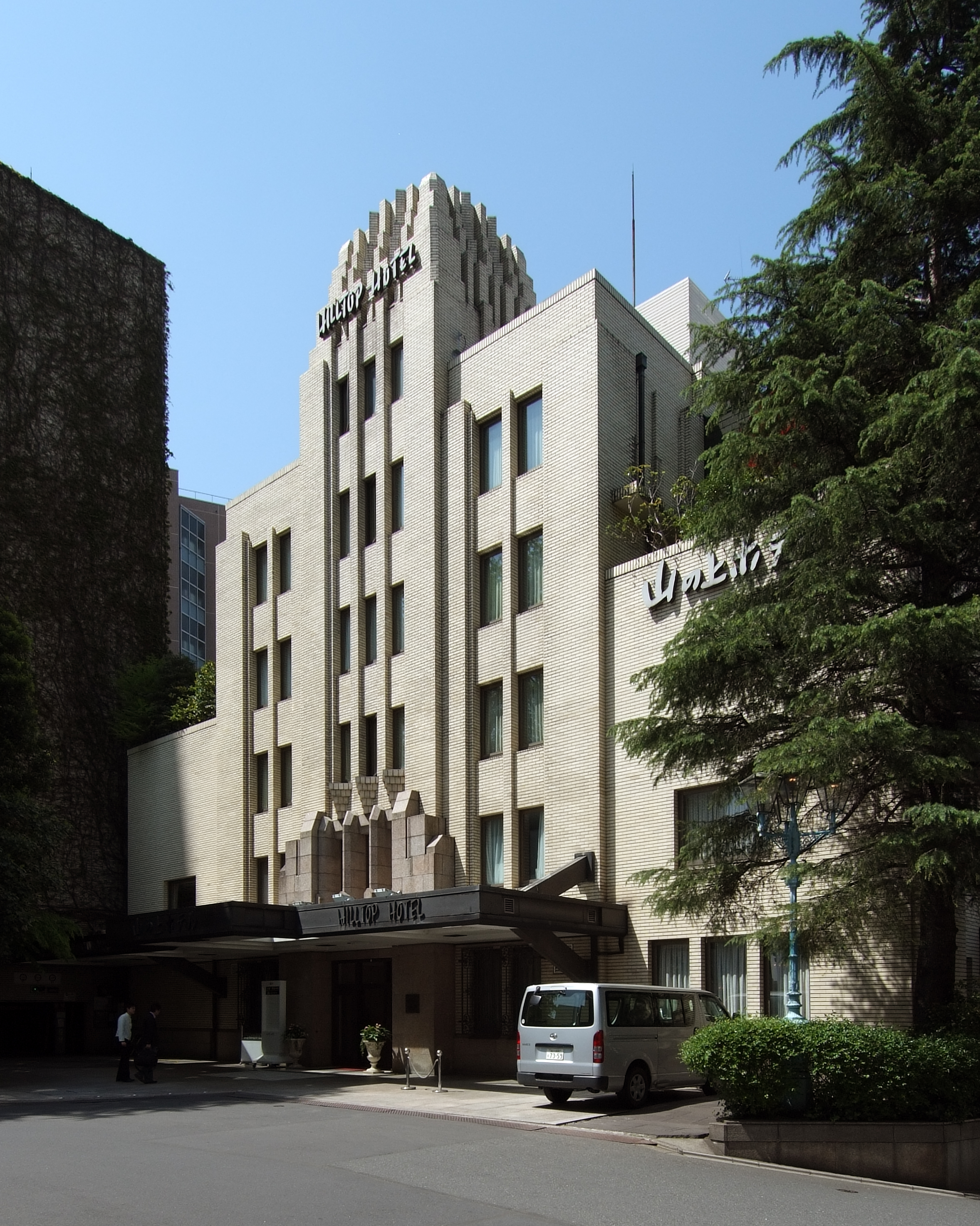
山の上ホテル
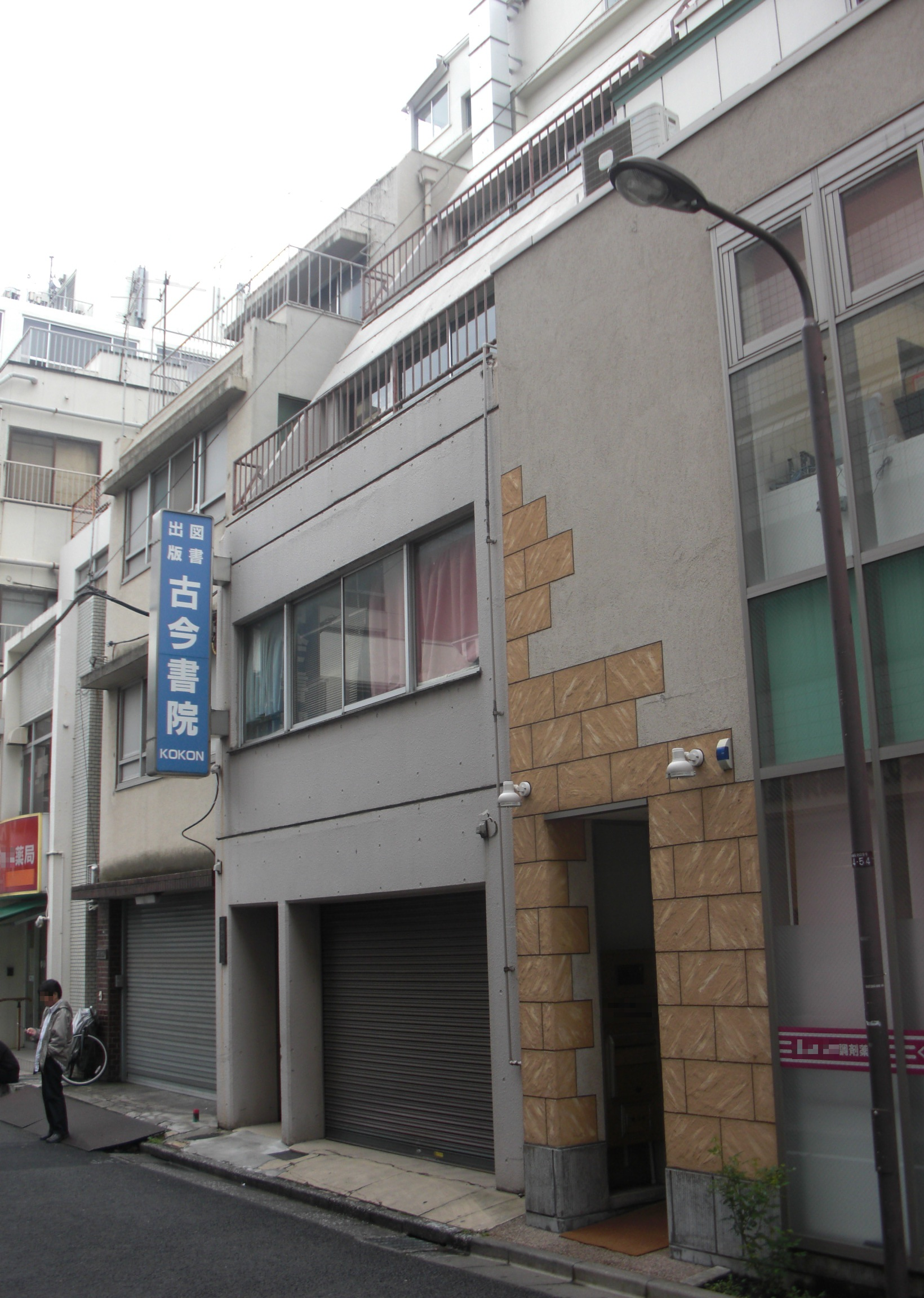
古今書院
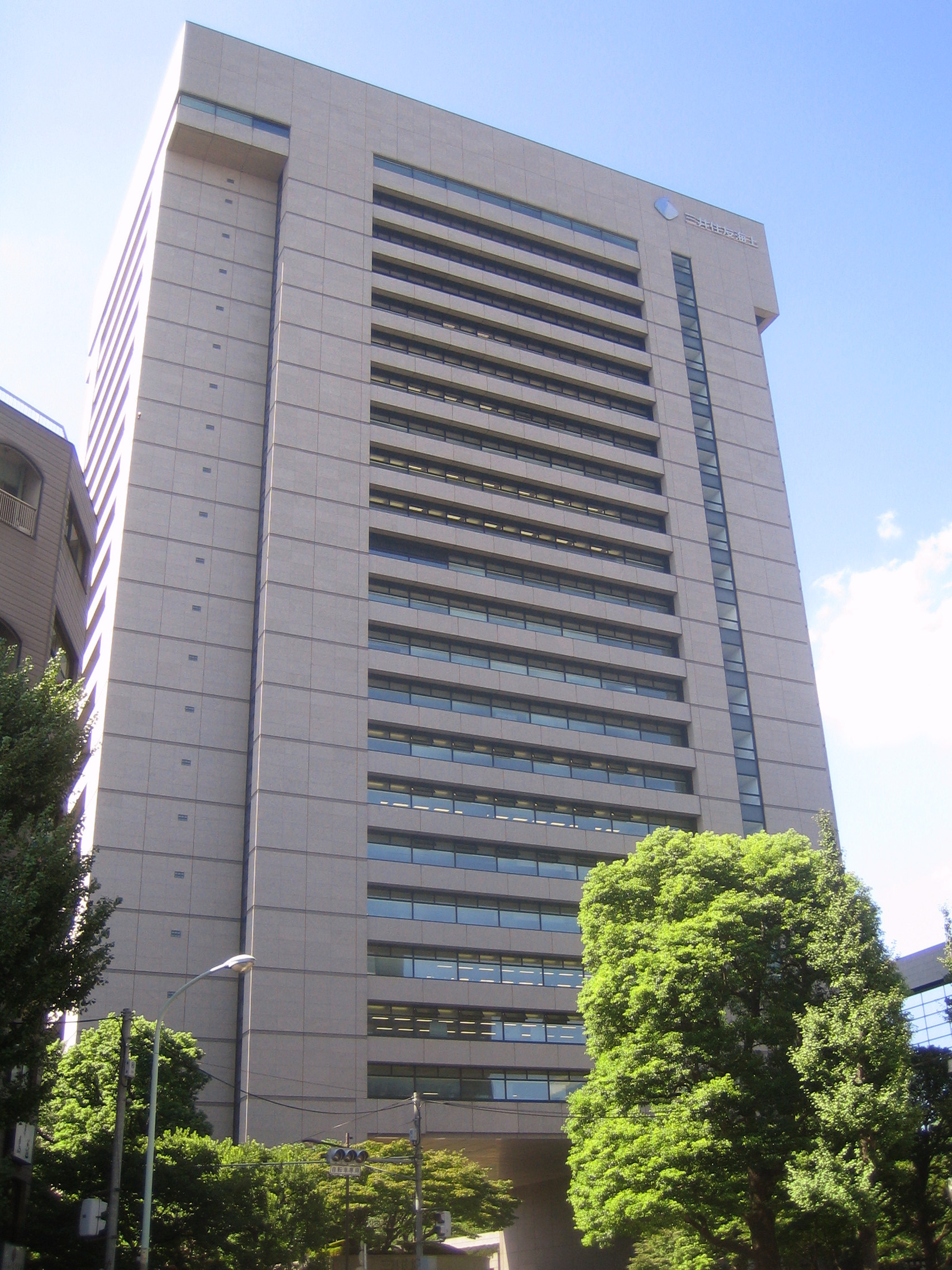
三井住友海上駿河台ビル
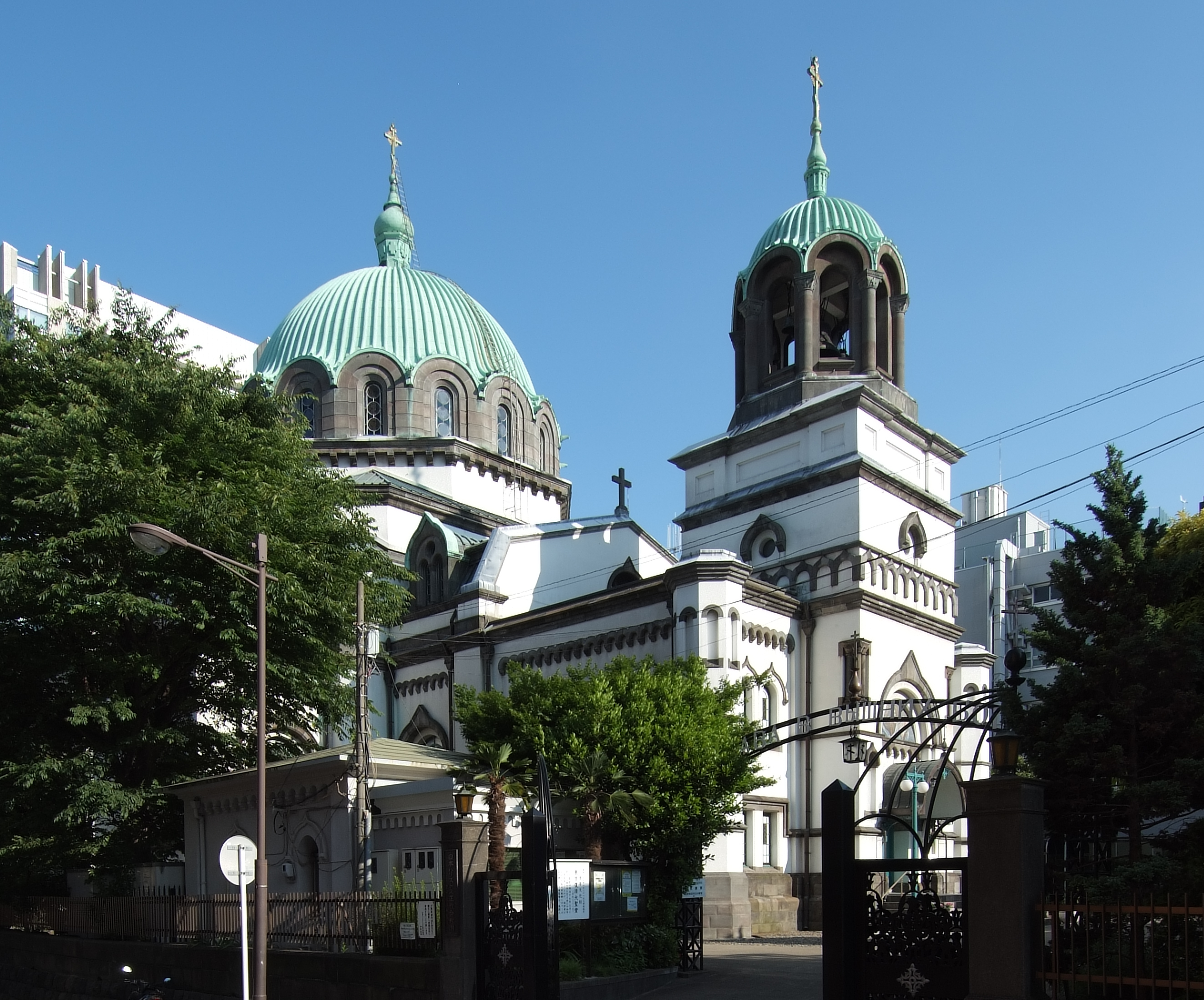
ニコライ堂

## 出身・ゆかりのある人物

### 政治家・経済人
- 片岡直方（実業家、政治家）
- 小林兵庫（東洋キネマ社長、同和火災海上保険顧問、千代田区会議長） - 住所が神田駿河台1丁目[28]。
- 五味保[29]（地家主[29]、旧宇都宮藩士・五味吉房の嫡孫[30]、東京府会議員・五味卯三郎の甥、国鉄勤務・五味信の父、叔母こうは男爵・坂本俊篤の妻[30]）
- 吉田茂（内閣総理大臣）
- 吉田博彦（ゲームクリエイター、実業家）

### 文化人
- 北澤楽天（漫画家、日本画家）
- 島津保次郎（映画監督）

### 学者
- 室鳩巣（儒学者） - 駿台先生の異名、また随筆集駿台雑話を記す

## その他

### 日本郵便
- 郵便番号 : 101-0062[4]（集配局 : 神田郵便局[31]）。